# 農業・食品産業技術総合研究機構
国立研究開発法人農業・食品産業技術総合研究機構（のうぎょう・しょくひんさんぎょうぎじゅつけんきゅうきこう、英語: National Agriculture and Food Research Organization, NARO）は、茨城県つくば市観音台三丁目に本部を置く農林水産省所管の国立研究開発法人。コミュニケーションネーム（通称）は農研機構（のうけんきこう）。本部、基盤技術研究本部・4セグメントに属する20の研究所、種苗管理センターおよび生物系特定産業技術研究支援センターからなる日本最大の農業研究機関である。
一般向けの見学施設として「食と農の科学館」を本部に併設し、無料公開している。

## 経緯
2001年4月に、農林水産省に属する試験研究機関のうち農業研究センター、果樹試験場、野菜茶業試験場、家畜衛生試験場、畜産試験場、草地試験場、北海道農業試験場、東北農業試験場、北陸農業試験場、中国農業試験場、四国農業試験場、九州農業試験場の合計12機関を整理統合し、農業に関する技術上の試験及び研究等を行う「農業技術研究機構」として発足した。
2003年10月1日の特殊法人改革に伴い、農林水産省所管の「生物系特定産業技術研究推進機構（生研機構）」と統合して「農業・生物系特定産業技術研究機構」と改称、さらに2006年4月1日、同研究機構に「農業工学研究所」及び「食品総合研究所」を統合するとともに、廃止された「農業者大学校」の機能を受け継ぎ「農業・食品産業技術総合研究機構」として発足した。
その後、2011年に事業仕分けにより農業者大学校が廃止され、2016年に農業生物資源研究所、農業環境技術研究所、種苗管理センターと合併するとともに、内部研究所が研究部門として再編され、現在の体制に至る。

## 役割
南北に細長く、地域ごとに特有な気候風土を有する日本の特質を踏まえ、各地域の多様な気候風土にあわせた農業生産技術の開発や、地域に特有な農業資源を高度に活用するために5つの地域農業研究センターがある。各研究部門と重点化研究センターでは、それぞれの分野での基礎的・基盤的な技術開発を行う。
また、研究開発とビジネスの橋渡しを行う食農ビジネスセンター、農林水産省の競争的研究資金の分配を通じた産官学連携を行う生物系特定産業技術研究支援センター、国としての植物の品種登録や種苗管理を担う種苗管理センターを内部組織として有する。
2019年、蜘蛛の糸より強力なミノムシの糸を、真っ直ぐ長く連続的に採糸することに成功した。同年に研究成果の対外発信を担う『農研機構技報』（年4回刊行）を創刊した。
2020年5月、人工知能（AI）研究用スーパーコンピュータ「紫峰」（しほう）と、機構外の研究者も分野横断的に利用できるデータベース「NARO Linked DB」の稼働を本格開始した。

## 研究成果
シャインマスカットを育成したことで有名であるが、せとかや不知火などのカンキツ類、桃のあかつき、栗のぽろたん、林檎のふじ、梨の幸水や豊水といった落葉果樹、はるみどりやせいめいなどの茶品種、べにはるかやタマアカネなどのイモ類、にこまるやきぬむすめ、はねうまもちなどの米麦食用作物など数多くの品種を育成している。
工学・基盤技術分野では高速・高精度な田植えが可能な自動運転田植機やICTを活用した配水管理制御システム、ため池水位管理情報システムなど様々な基盤技術を開発している。
基盤技術研究本部遺伝資源研究センターにあるジーンバンクには国内外の植物遺伝資源23万点、微生物遺伝資源3万7千点、動物遺伝資源2千点を保存し管理されている。
また皇室が管理している原蚕の病態管理検査は農研機構の生物機能利用研究部門に委託されている。

## 現在の体制での内部組織
組織再編以降現在の内部研究組織等を示す。カッコ内に旧体制での組織名称を記載する。
この他に本部に管理・技術支援などを行う組織やシンクタンクであるNARO開発戦略センター（NDSC)がある。

### 基盤技術研究本部
- 農業情報研究センター
- 農業ロボティクス研究センター
- 遺伝資源研究センター（ジーンバンクを含む）
- 高度分析研究センター

### セグメントⅠ
- 食品研究部門（旧食品総合研究所）
- 畜産研究部門（旧畜産草地研究所）
- 動物衛生研究部門（旧動物衛生研究所）

### セグメントⅡ
- 北海道農業研究センター
- 東北農業研究センター
- 中日本農業研究センター（旧中央農業総合研究センター）
- 西日本農業研究センター
- 九州沖縄農業研究センター
- 農業機械研究部門

### セグメントⅢ
- 作物研究部門（次世代作物開発研究センター、旧農業生物資源研究所、作物研究所、作物ゲノム育種研究センター）
- 果樹茶業研究部門（旧果樹研究所、野菜茶業研究所（茶業分野））
- 野菜花き研究部門（旧野菜茶業研究所（野菜分野）、花き研究所）
- 生物機能利用研究部門（旧農業生物資源研究所）

### セグメントⅣ
- 農業環境研究部門
- 農村工学研究部門（旧農村工学研究所）
- 植物防疫研究部門

## 2016～2020年度の内部組織
2016年度～2020年度までの内部組織を示す。カッコ内に旧体制での組織名称を記載する。
- 食農ビジネス推進センター

再編に伴い、民間企業や農業法人のニーズに応じた研究開発、成果移転を推進する活動や食農ビジネスの創出に向けた先進的な手法開発を行う専門の組織として新設。
- 種苗管理センター
- 生物系特定産業技術研究支援センター

### 地域農業研究センター
- 北海道農業研究センター
- 東北農業研究センター
- 中日本農業研究センター（旧中央農業総合研究センター）
- 西日本農業研究センター
- 九州沖縄農業研究センター

### 研究部門
- 果樹茶業研究部門（旧果樹研究所、野菜茶業研究所（茶業分野））
- 野菜花き研究部門（旧野菜茶業研究所（野菜分野）、花き研究所）
- 畜産研究部門（旧畜産草地研究所）
- 動物衛生研究部門（旧動物衛生研究所）
- 農村工学研究部門（旧農村工学研究所）
- 食品研究部門（旧食品総合研究所）
- 生物機能利用研究部門（旧農業生物資源研究所）
- 作物研究部門
- 農業機械研究部門
- 農業環境研究部門
- 植物防疫研究部門

### 重点化研究センター
- 次世代作物開発研究センター（旧農業生物資源研究所、作物研究所、作物ゲノム育種研究センター）
- 農業技術革新工学研究センター（旧生物系特定産業技術研究支援センター（農業機械化促進業務））
- 農業環境変動研究センター（旧農業環境技術研究所）

### 研究基盤組織
- 高度解析センター（各部門・センターの解析支援）
- 遺伝資源センター（ジーンバンクを含む）

## 2016年度の再編以前の組織体制

### 内部研究所
当法人における「農業技術研究業務」を担う。
- 中央農業総合研究センター
  - 本所（茨城県つくば市）
  - 北陸研究センター（新潟県上越市）
- 作物研究所
  - 本所（茨城県つくば市）
- 果樹研究所
  - 本所（茨城県つくば市）
  - 興津カンキツ研究拠点（静岡市清水区）
  - 口之津カンキツ研究拠点（長崎県南島原市）
  - 安芸津ブドウ・カキ研究拠点（広島県東広島市）
  - 盛岡リンゴ研究拠点（岩手県盛岡市）
- 花き研究所
  - 本所（茨城県つくば市）
- 野菜茶業研究所
  - 本所（三重県津市）
  - つくば野菜研究拠点（茨城県つくば市）
  - 武豊野菜研究拠点（愛知県武豊町）
  - 金谷茶業研究拠点（静岡県島田市）
  - 枕崎茶業研究拠点（鹿児島県枕崎市）
- 畜産草地研究所
  - 本所（茨城県つくば市）
  - 那須研究拠点（栃木県那須塩原市）
  - 御代田研究拠点（長野県御代田町）
- 動物衛生研究所
  - 本所（茨城県つくば市）
  - 海外病研究部（東京都小平市）
  - 北海道支所（札幌市豊平区）
  - 東北支所（青森県七戸町）
  - 九州支所（鹿児島市）
- 農村工学研究所
  - 本所（茨城県つくば市）
- 食品総合研究所
  - 本所（茨城県つくば市）
- 遺伝資源センター
  - 本所（茨城県つくば市）
  - 北杜研究拠点（山梨県北杜市）

### 地域研究センター
- 北海道農業研究センター
  - 本所（札幌市豊平区）
  - 芽室研究拠点（北海道芽室町）
  - 美唄試験地（北海道美唄市）
- 東北農業研究センター
  - 本所（盛岡市 ※同市内の別所に野菜花き担当がある）
  - 大仙研究拠点（秋田県大仙市 ※同市内の別所に大豆育種担当がある）
  - 福島研究拠点（福島市）
- 近畿中国四国農業研究センター
  - 本所（広島県福山市）
  - 四国研究センター（香川県善通寺市 ※同市内に仙遊地区と生野地区の2キャンパスがある）
  - 綾部研究拠点（京都府綾部市）
  - 大田研究拠点（島根県大田市）
- 九州沖縄農業研究センター
  - 本所（熊本県合志市）
  - 筑後・久留米研究拠点（筑後）（福岡県筑後市）
  - 筑後・久留米研究拠点（久留米）（福岡県久留米市）
  - 都城研究拠点（宮崎県都城市）
  - 種子島試験地（鹿児島県西之表市）
  - 糸満駐在（沖縄県糸満市 ※沖縄県農業研究センターに駐在している）

### 生物系特定産業技術研究支援センター
略称は「生研センター」。「農業機械化促進業務」「民間研究促進業務」「基礎的研究業務」を担う。
- 本部（さいたま市北区）
- 附属農場（埼玉県鴻巣市）
- 東京事務所（東京都港区）

## 産業技術総合研究所とのなりたちの違い
産業技術総合研究所の場合は、旧工業技術院において企画及び監督を行う本院と、工業技術院傘下の研究所を全て含めて産総研の形にまとめ、その後、独立行政法人化した。農研機構の場合は、企画及び監督を行う機関である農林水産技術会議、および同事務局をそのまま農林水産省の機関として存置し、傘下の試験研究機関のみを整理統合して独立行政法人化した。このため当法人の本部機能は、独立行政法人化により新たにつくられたものである。
また、農林水産省にあった全ての国立試験研究機関を一つの法人にまとめているわけではない。農林水産省傘下の試験研究機関に由来する独立行政法人は、当法人以外に、国際農林水産業研究センターがあり、他に林野庁所管の森林研究・整備機構、水産庁所管の水産研究・教育機構がある。さらに、旧農業総合研究所は、農林水産省の施設等機関である農林水産政策研究所として残されている。

## 不祥事
- 関東信越国税局の税務調査を受けて不適正な経理処理が行われていたことが発覚した。これを受けて2014年3月28日同機構は関与した研究者5名と及び取引代理店に厳正な処分を行ったことを公表した[17]。
- 取引先の女性社員にセクハラ行為などをしたとして職員の男（56）が2019年4月24日付けで懲戒解雇されている。入札情報の一部漏洩も発覚した[18]。
- 免許取り消し中にもかかわらず神奈川県内の道路を無免許で運転して逮捕された研究員が2019年7月18日付けで懲戒解雇されている[19]。